# Anspach (Neu-Anspach)

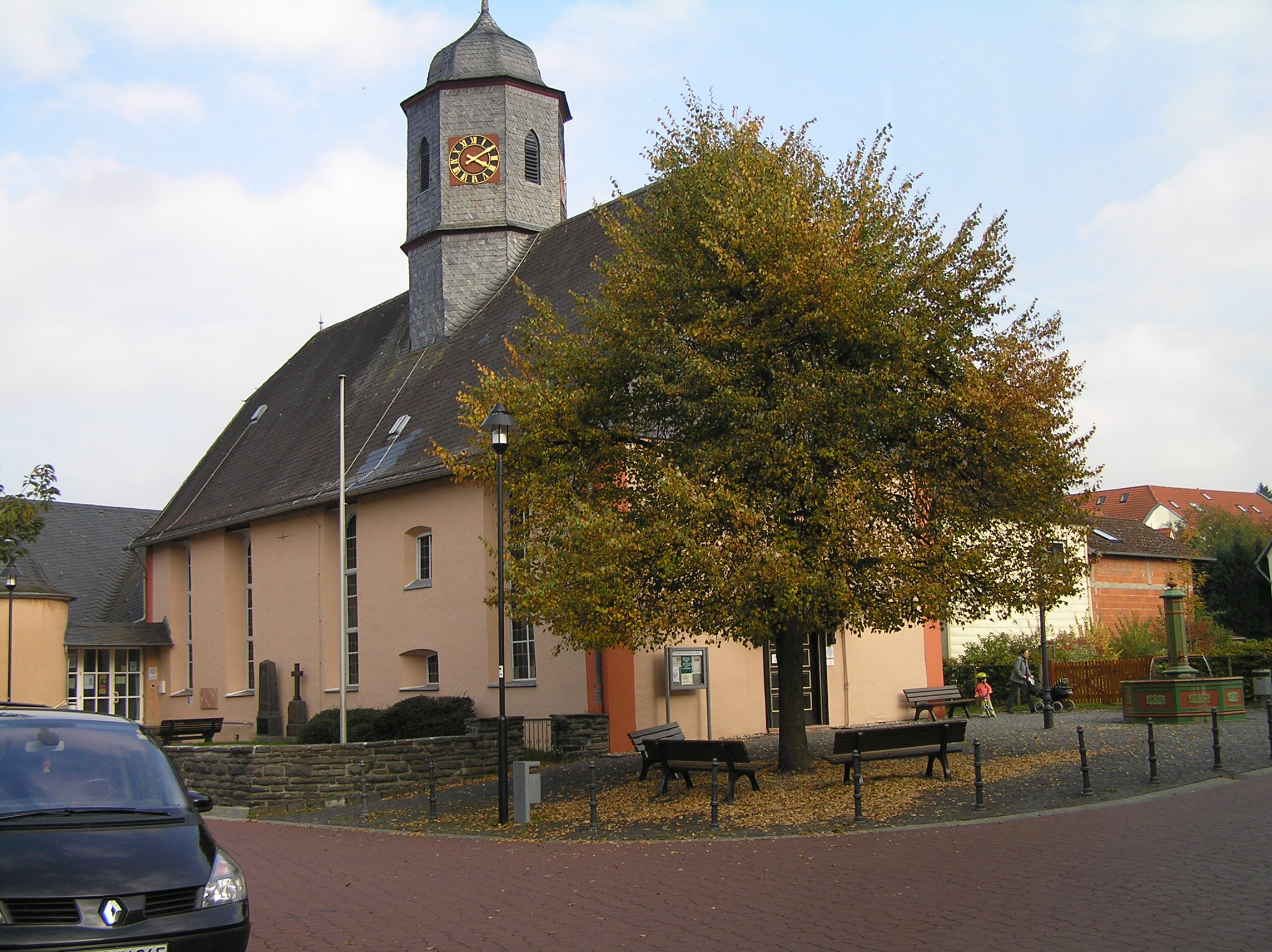
Evangelische Kirche in Anspach

Anspach ist ein Stadtteil von Neu-Anspach im südhessischen Hochtaunuskreis und Sitz der Stadtverwaltung.

## Geographie
Anspach liegt im östlichen Hintertaunus, rund sechs Kilometer nördlich des Großen Feldbergs (879 m) und auf der rechten südlichen Talseite der Usa, die am Nordrand des Ortskerns entspringt und in allgemein nordöstlicher Richtung der Wetterau zufließt.
Die Gemarkungsfläche umfasst mehr als die Hälfte des Stadtgebietes von Neu-Anspach, und zwar den Südteil, und beträgt 1991 Hektar, davon sind 987 Hektar bewaldet (Stand: 1885). Die Waldgemarkung reicht im Süden bis zum Taunushauptkamm in der Nähe des Sandplacken. Höchste Erhebung ist östlich davon der Klingenkopf (683 m). Im daneben liegenden Tal des Aubaches liegt das Naturschutzgebiet Weihergrund von Anspach und das Opel-Jagdhaus. Zu Füßen des Taunuskamms ist auch der Stahlnhainer Grund Teil der Gemarkung. Hier lag das im Mittelalter wüst gefallene Dorf Stahlnhain.

## Geschichte

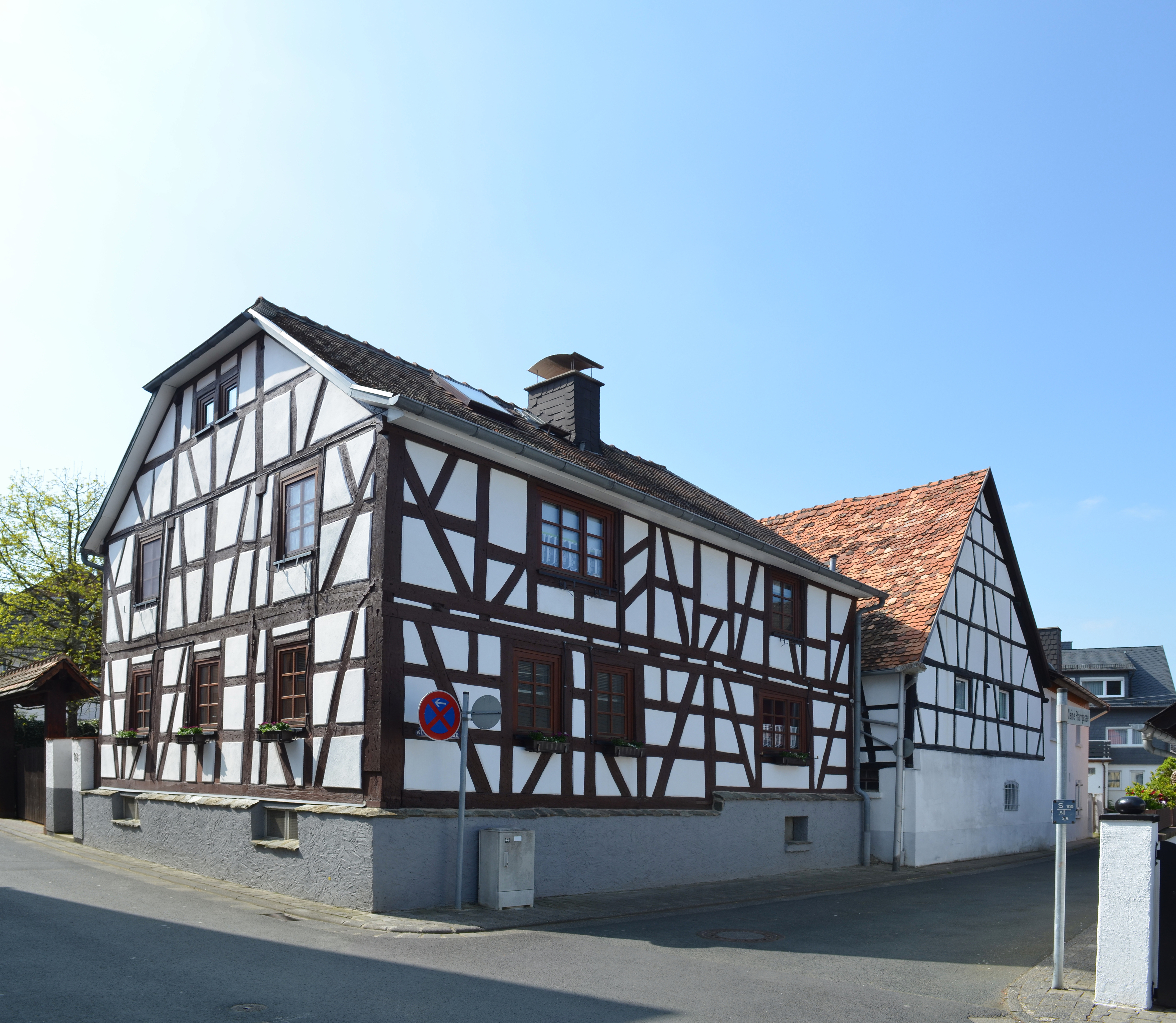
Fachwerkgebäude in Anspach

Das Bestehen des Dorfes Anspach ist seit 1274 urkundlich nachgewiesen.
Anspach gehörte bis 1803 zum Kurtrierisch/Nassauischen Amt Wehrheim. Im Herzogtum Nassau gehörte es (nach einem Zwischenspiel im Amt Cleeberg) ab 1814 zum Amt Usingen. Nach der Annexion Nassaus durch Preußen gehörte das Dorf zum Obertaunuskreis bzw. dem Landkreis Usingen.
Im Zuge der Gebietsreform in Hessen schloss sich am 1. Dezember 1970 die Gemeinde Anspach mit den beiden Nachbargemeinden Hausen-Arnsbach und Rod am Berg freiwillig zur neuen Gemeinde Neu-Anspach zusammen. Ortsbezirke wurden nicht eingerichtet.
Nördlich der Usa entstand auf Anspacher Gemarkung und in Höhe des Bahnhofs Neu-Anspach an der Bahnstrecke Friedrichsdorf–Albshausen, zentral gelegen zwischen den vier Siedlungskernen der neugeschaffenen Gemeinde, ein ausgedehntes Neubaugebiet mit Mittelpunktfunktion für Neu-Anspach. Um einen Marktplatz gruppieren sich das Einkaufszentrum Feldberg-Center, das Bürgerzentrum und die Katholische Kirche St. Marien mit Gemeindezentrum. Als selbstständige Gemeinde lebten zuletzt im Jahr 1970 3782 Einwohner in Anspach. Bis zum Jahr 2010 hat sich diese Zahl mit 10.217 durch die rege Bautätigkeit fast verdreifacht.

## Politik

### Bürgermeister
Bürgermeister der ehemaligen Gemeinde Anspach:
Da Anspach zwei unterschiedlichen Landesherren unterstand, hatte es teilweise auch zwei Schultheiße.
- Cuntz Keller (um 1560)
- Johann Keller
- Johannes Paul Löw
- Sebastian Keller (?–1640)
- Hanß Ernst (1640–?)
- Johann Keller
- Henrici (um 1800)
- Wörner (um 1800)
- Johann Weill Föller (etwa 1830 bis etwa 1850)
- Christian Jakob Henrici (etwa 1850 bis etwa 1880)
- Friedrich Jakob Henrici (etwa 1880–1911)
- Fritz Jäger (1911–1918)
- Emil Becker (1918–1933)
- Rudolf Henrici (1933–1946)
- Heinrich Schneider (1946–1960)
- Rudolf Selzer (1960–1970)

Rudolf Selzer war als letzter Bürgermeister von Anspach nach Schaffung von Neu-Anspach bis 1984 Bürgermeister der neugebildeten Gemeinde.

### Wappen
| | Blasonierung: „In Blau ein schräglinks gelegter silberner Balken (Heblade), beseitet von je einer goldenen Glocke.“ |
| Wappenbegründung: Wappen werden zwei für das Anspacher Dorfleben bezeichnende Bräuche veranschaulicht: das Zehnuhrläuten, das mit dem Wiederaufbau des Dorfes nach dem Dreißigjährigen Krieg in Zusammenhang gebracht wird, und die Hebladegesellschaft, eine für Anspach charakteristische Gemeinschaft von Männern, die mittels einer besonderen Hebevorrichtung die schweren Baumstämme der Taunuswälder zur Ausfuhr bereitstellen. Eigene Siegel hat die Gemeinde – der Ort hatte zum Gericht Wehrheim gehört – erst seit 1866 geführt. Sie suchen in zwei übereinandergesetzten spitzen Dreibergen die Silhouette des nahen Hochtaunus wiederzugeben. Das Wappen wurde am 30. September 1953 durch das Ministerium des Innern amtlich verliehen. | |

Das Zehnurläuten geht auf die Anekdote zurück, dass Anspach im Dreißigjährigen Krieg verwüstet wurde und der Schultheiß nach dem Abzug der Truppen die Einwohner mit dem Glockengeläut zur Rückkehr und zum Wiederaufbau aufgefordert habe. Im Oktober 1797 kam es zu einem Dorfbrand bei dem 23 Gebäude zerstört wurden und drei französische Soldaten und ein Einheimischer ums Leben kamen. Zum Wiederaufbau stellte die Landesherrschaft das Bauholz kostenfrei zur Verfügung. Um dieses aus dem Wald zu transportieren, gründeten am 2. Februar 1799 viele Familien in Anspach die Hebeladegesellschaft, die gemeinsam eine Hebelade finanzierten. Nach dem Wiederaufbau wurde diese für Waldarbeiten genutzt. Der Verein bestand noch bis in die 1960er Jahre.

## Sehenswürdigkeiten
Das Freilichtmuseum Hessenpark liegt im Südosten der Gemarkung nicht weit von Obernhain entfernt.

## Wirtschaft und Infrastruktur

### Verkehr
In Anspach treffen sich die Landesstraße L 3041 (Weilstraße/Saalburgstraße) und die L 3270, die von Usingen kommt.

### Waldschwimmbad

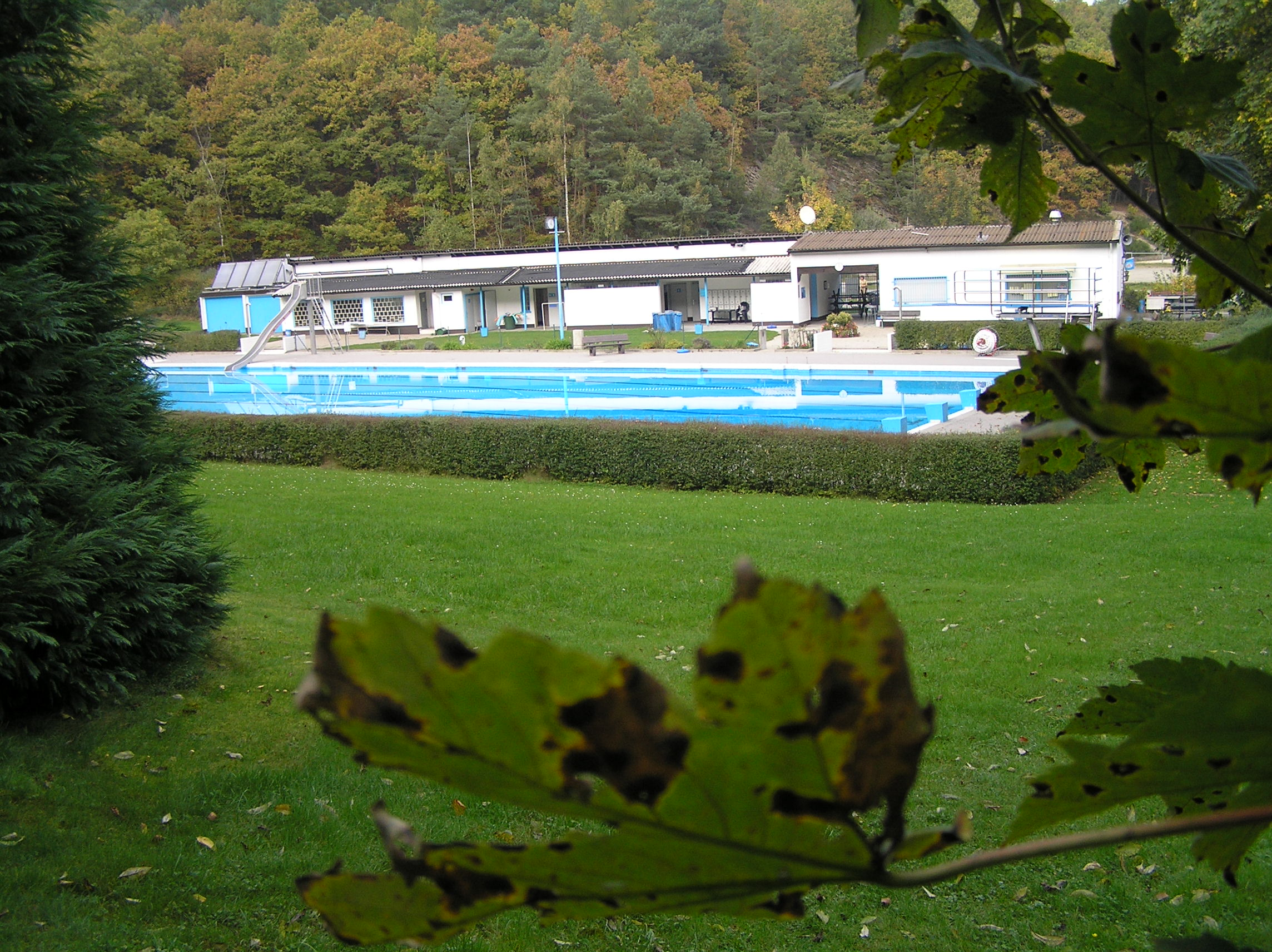
Waldschwimmbad

Das westlich von Anspach gelegene Waldschwimmbad im Usbachtal ist ein Freibad. Durch seine Lage am Waldrand ist es attraktiv für Besucher.
1932 wurde im Stadtparlament der Bau eines Schwimmbades beschlossen, das Schwimmbad wurde bereits im gleichen Jahr vollendet. Fortschreitender Verfall machte jedoch eine Schließung im Jahre 1953 unumgänglich. 1955 wurde ein kompletter Neubau errichtet, der regelmäßig auf den neuesten Stand gebracht wird. Um die Attraktivität des Schwimmbades zu steigern und das von der Stadt zu tragende Defizit zu verringern, hat sich der Verein N.A.p.S. (Neu-Anspach pro Schwimmbad) gegründet.

## Persönlichkeiten
- Wilhelm Thielmann (1868–1924), Maler
- Hans Adam (1894–1942), Arbeiter und Widerständler gegen den Nationalsozialismus
- Kai-Steffen Meier (* 1983), Vielseitigkeitsreiter